# Tradicija esperanta u Hrvatskoj
Tradicija esperanta u Hrvatskoj, predstavlja zaštićeno kulturno dobro Republike Hrvatske.
Datacija je od poč. 20. do početka 21. stoljeća. Organizirani početci nacionalnoga esperantskog pokreta sežu u godinu 1908. odnosno početak 1909. godine, kada je u Zagrebu osnovano Društvo hrvatskih esperantista što su ga predvodili leksikograf, publicist, antologičar i prevoditelj Mavro Špicer te nastavnica Danica Bedeković pl. Pobjenički. Hrvatski esperantisti daju izniman doprinos globalnoj zajednici esperantista svijeta. Kao što očuvanje mjesnih govora na nacionalnoj razini izravno doprinosi očuvanju globalne jezične raznolikosti, tako je očuvanje međunarodnoga jezika esperanta kao globalne kulturno-jezične baštine čovječanstva važno i na nacionalnim razinama jer omogućuje malim narodima poput hrvatskoga da svoja kulturna dostignuća upravo putem ovoga nacionalno neutralnoga sredstva međunarodne komunikacije prezentiraju svjetskoj esperantskoj javnosti. Uloga esperanta kao jezika posrednika za promicanje hrvatske kulturne i umjetničke, a napose književne baštine i suvremene književne produkcije, argument je za upisivanje ovoga jezika kao nematerijalnoga dobra u Registar kulturnih dobara Republike Hrvatske.

## Smještaj kulturnog dobra
Smještaj kulturno dobra: Zagreb, Rijeka, Osijek, Split, Bjelovar, Đurđevac, Sisak, Hrašćina i Velika Gorica.

## Zaštita
Pod oznakom Z-7298 zavedena je pod vrstom "nematerijalna kulturna baština", pravna statusa zaštićena kulturnog dobra, klasificirano kao "usmena predaja, izričaji i govori".